# Mont Adam
Le mont Adam est un sommet situé dans la chaîne de l'Amirauté en Antarctique. C'est le sommet de plus de 4 000 mètres d'altitude le plus septentrional de la chaîne Transantarctique.
Découvert en janvier 1841 au cours de l'expédition Erebus et Terror, il a été nommé par James Clark Ross en l'honneur de Charles Adam, membre de l'Amirauté.